# 栗林五朔
栗林 五朔（くりばやし ごさく）は戦前日本の実業家、政治家。新潟県三条市出身。北海道室蘭市で物流事業を起こし、栗林商会、栗林商船等を創立。「北の海に栗林あり」「海運王」と呼ばれた。登別温泉軌道を経営する一方、北海道会議員、衆議院議員を歴任し、室蘭港及び登別温泉の開発に尽力した。晩年の号は蕙堂。登別温泉発展への功績をしのび、頭山満翁揮毫の瀧本金蔵・栗林五朔頌徳碑が現地にある。

## 生涯

### 修学

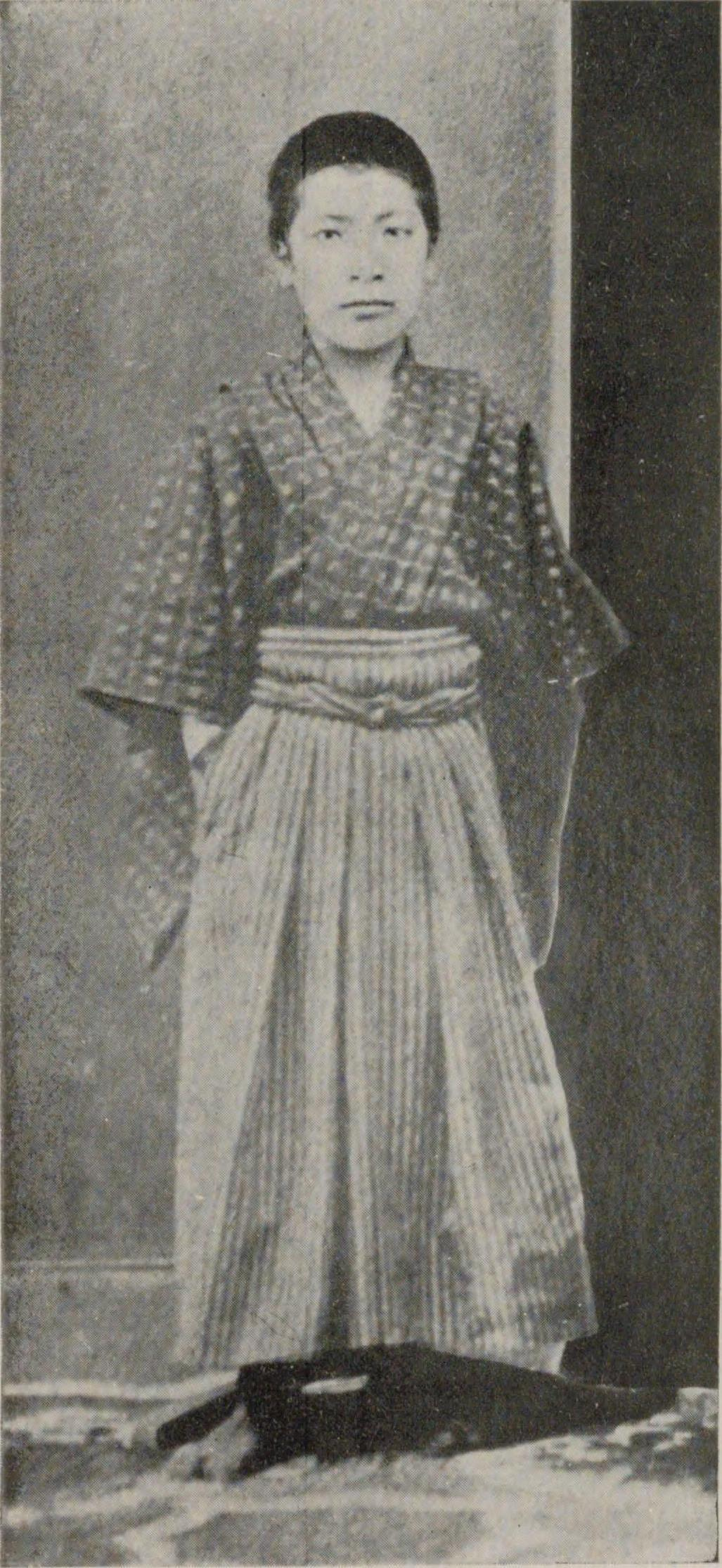
少年時代

慶応2年（1866年）5月1日、越後国蒲原郡西大崎村の豪農栗林得太郎の長男として生まれた。西大崎村宝蔵寺小学校を経て、1876年（明治9年）官立新潟英語学校に入学、1879年（明治12年）三島郡遠藤軍平の西軽塾に移るも廃校となり、1880年（明治13年）河根川村青柳剛斎の菁莪学舎に入門、1882年（明治15年）帰郷して大崎校訓導兼校長田沢忠松に学び、1883年（明治16年）東大崎村北溟義塾で山田錫に学んだ。
1884年（明治17年）2月父が死去したため、父の起こした製紙事業を継ぐこととなったが、1885年（明治18年）これを支配人栗林吉次に託して上京し、叔父鈴木長蔵の経営する新潟物産東京支店長鈴木周四郎方に身を寄せた。簿記学校で商業簿記を学んだ後、1886年（明治19年）帰越して新潟物産本店に勤めたが、この頃大同団結運動に感化され、伯父鈴木長蔵の東北日報（新潟新聞）経営に加わった。

### 北海道での事業

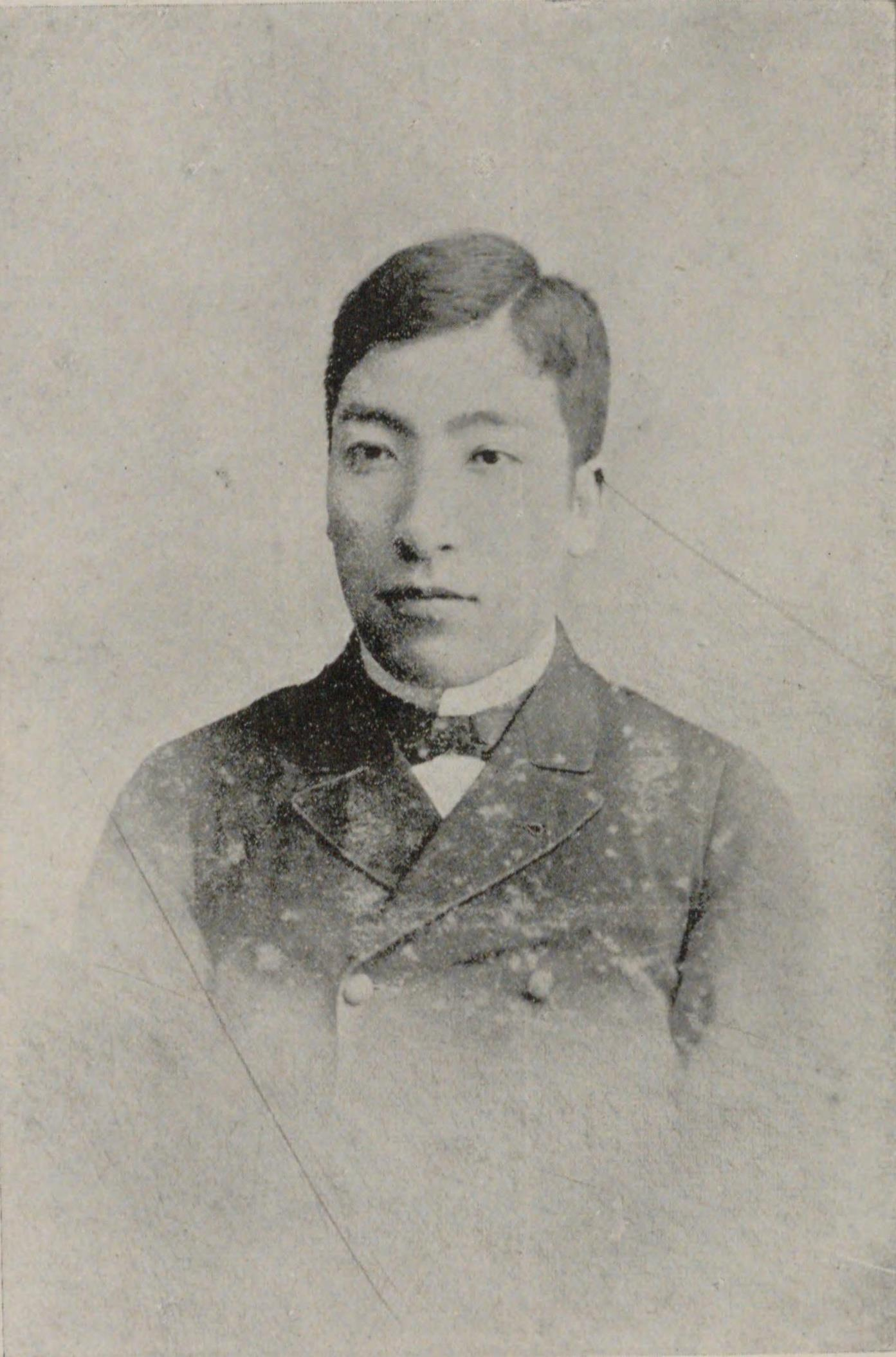
青年時代

1889年（明治22年）11月、新潟県の豪農・市島徳治郎が経営していた函館油蝋会社が破産したため、残務整理のため北海道に渡った。道内各地を行き来する中、北海道炭礦鉄道等により交通整備が進みつつあった室蘭町の将来性を見込み、1892年（明治25年）2月中沢宗治郎と移住し、酒味噌醤油類の小売店を開店した。その後、日本郵船や北海道炭礦汽船の貨物を引き受けるなどして事業は拡大し、1909年（明治42年）3月栗林合名会社を創立し、代表社員に就任した。
1896年（明治29年）輪西村字チリベツに栗林牧場を開いた。1913年（大正2年）10月登別温泉を買収し、1915年（大正4年）10月登別温泉軌道を創立、専務取締役社長に就任した。
更に工業にも手を広げ、1916年（大正5年）5月栗沢木材乾餾、9月登別製銑所、1918年（大正7年）10月北海道炭化を創立するも、これらは数年で解散または譲渡している。
1919年（大正8年）、複雑化した本業の事業を整理して3月栗林商会、8月栗林商船を創立、また1923年（大正12年）8月室蘭土地埋立（室蘭埠頭倉庫）、1924年（大正13年）芝浦運輸（栗林運輸）を創立した。
また、北海道拓殖銀行、北海道拓殖監査役を務めた。

### 政治活動
1895年（明治28年）4月室蘭郡札幌通外三ヶ町総代人、1903年（明治36年）4月室蘭町会議員を歴任した後、1904年（明治37年）8月10日北海道会議員に当選し、1907年（明治40年）8月10日再選、一期置いて1913年（大正2年）8月10日再選し、11月7代目議長に任命された。
1905年（明治38年）北海道庁立水産学校の誘致に失敗するも、1916年（大正5年）道庁立室蘭中学校（北海道室蘭栄高等学校）設立を実現させた。1922年（大正11年）長輪線が長万部駅から起工されると、輪西駅からも起工されるよう原敬首相に働きかけた。

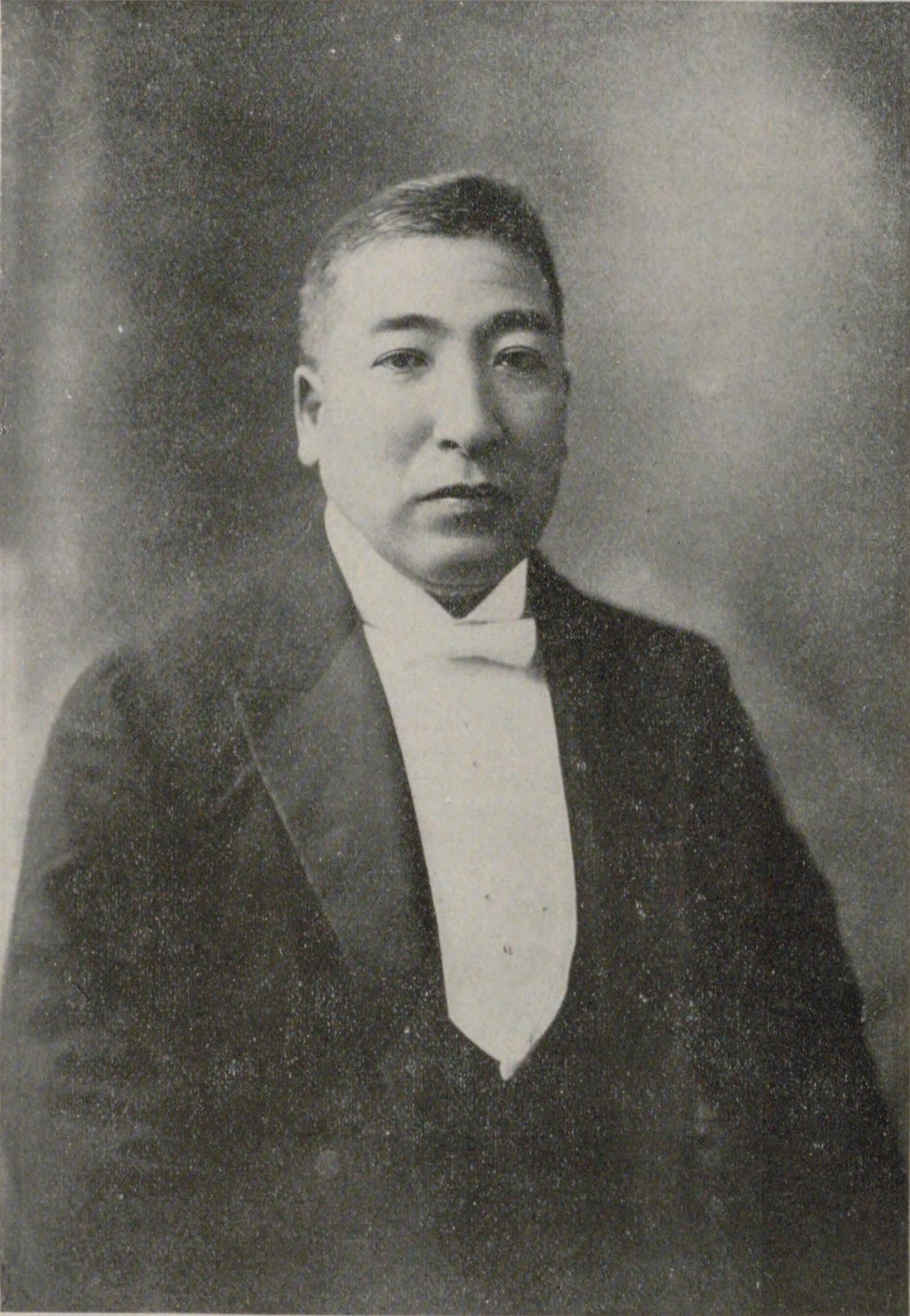
1920年（大正9年）衆議院議員当選当時

1920年（大正9年）5月10日衆議院議員に当選、当初立憲政友会に属するも、1924年（大正13年）1月17日これを脱退し、1月29日政友本党樹立に参画し、3月11日北海道支部発会に伴い支部長に就任した。1924年（大正13年）5月10日衆議院議員に再選し、10月政友本党代議士会長、1925年（大正14年）4月党相談役会長を務めた。
1925年（大正14年）加藤高明内閣が普通選挙実施を計画すると、独立生計者以外に選挙権を与えれば社会主義の台頭を許すとして、2月24日加藤高明首相に対し2時間に渡る反対演説を行った。
室蘭については、長く輪西に石炭積込用海陸連絡設備の敷設を働きかけ、1925年（大正14年）輪西は波が荒いため小橋内に設置すべきという論が起こると、これを排撃した。1926年（大正15年）北海道第二期拓殖計画が立てられると、委員として積極的に関わった。

### 死去
1927年（昭和2年）3月第52回帝国議会のため上京中、持病の胸膜炎が悪化して東京帝国大学医学部附属医院に入院、稲田龍吉、入沢達吉等の治療を受けるも、腹膜炎を併発し、5月4日午前8時高輪の別邸で死去した。同日従六位に叙された。
死後蕙堂会が組織され、武石弘三郎原型、吉田享二台座、落合角造施工による銅像が1928年（昭和3年）5月4日栗林家本邸で除幕された。

## 人物
青年期は剣術を好み、明治28,9年頃より書画を趣味とした。宗旨は浄土真宗だったが、禅宗にも興味を持ち、般若心経を信仰した。中年になってからは飲酒を控え、健康的な食生活を心がけていたが、好物の鰻と天麩羅だけは控えなかった。
蕙堂の号は、死の5,6年前、旧友田代亮介、中沢宗治郎に命名を依頼したもので、一茎一花を蘭、一茎数花を蕙ということによる。
明治39年夏、アイヌ語採訪のために北海道に来た金田一京助のために、絵鞆コタンの長オビシテクルを紹介したのも栗林であった。政財界に重きをなした後も、｢北海道とともにアイヌを大事にしよう｣と道庁・中央官庁に呼びかけアイヌ保護に奔走したために、当時のアイヌ古老たちは、「栗林ニシパ（先生）はカムイ（神）以上の有り難いお方であった｣とその遺徳を偲んでいたという。

## 栗林家

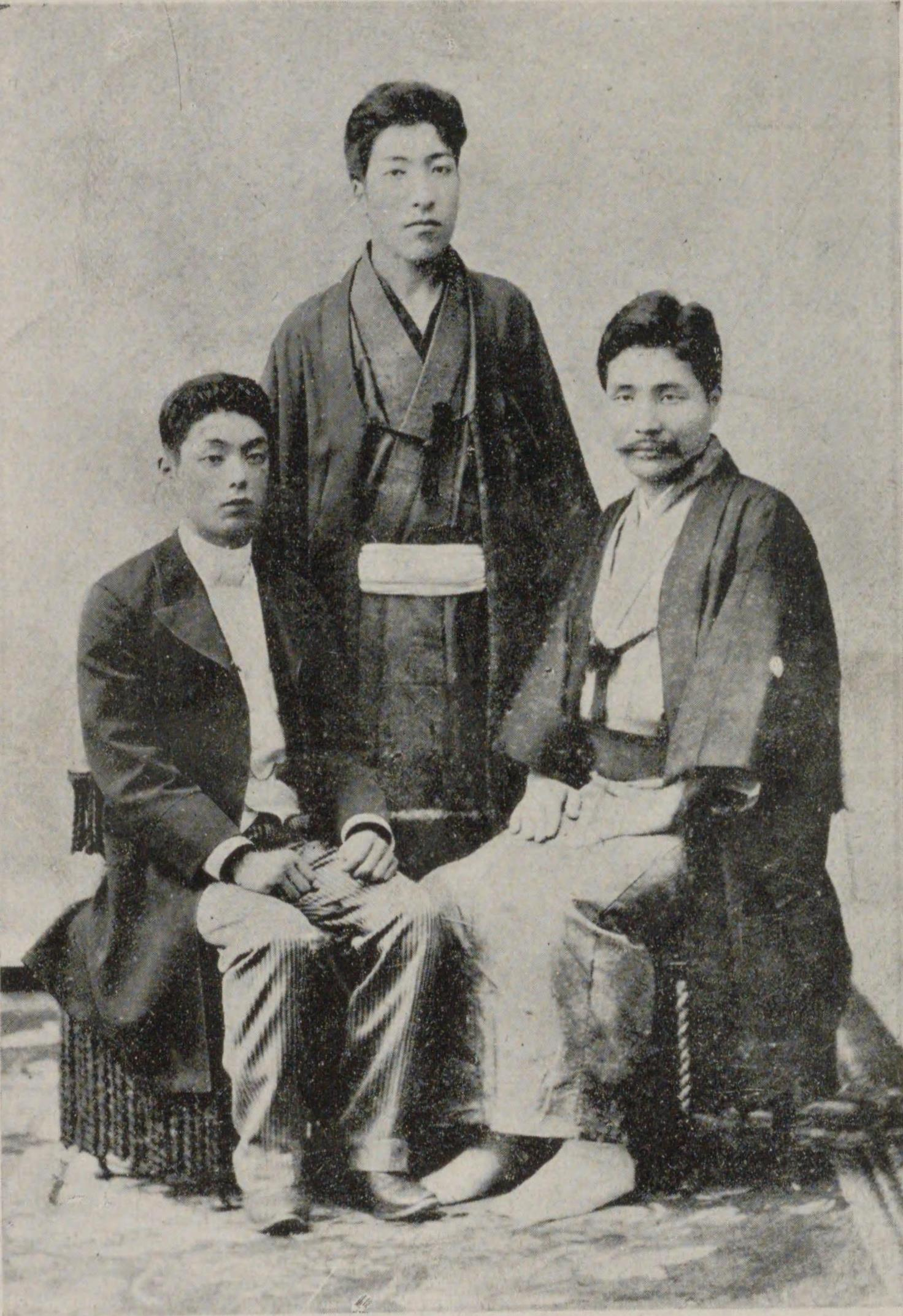
青年時代の家族

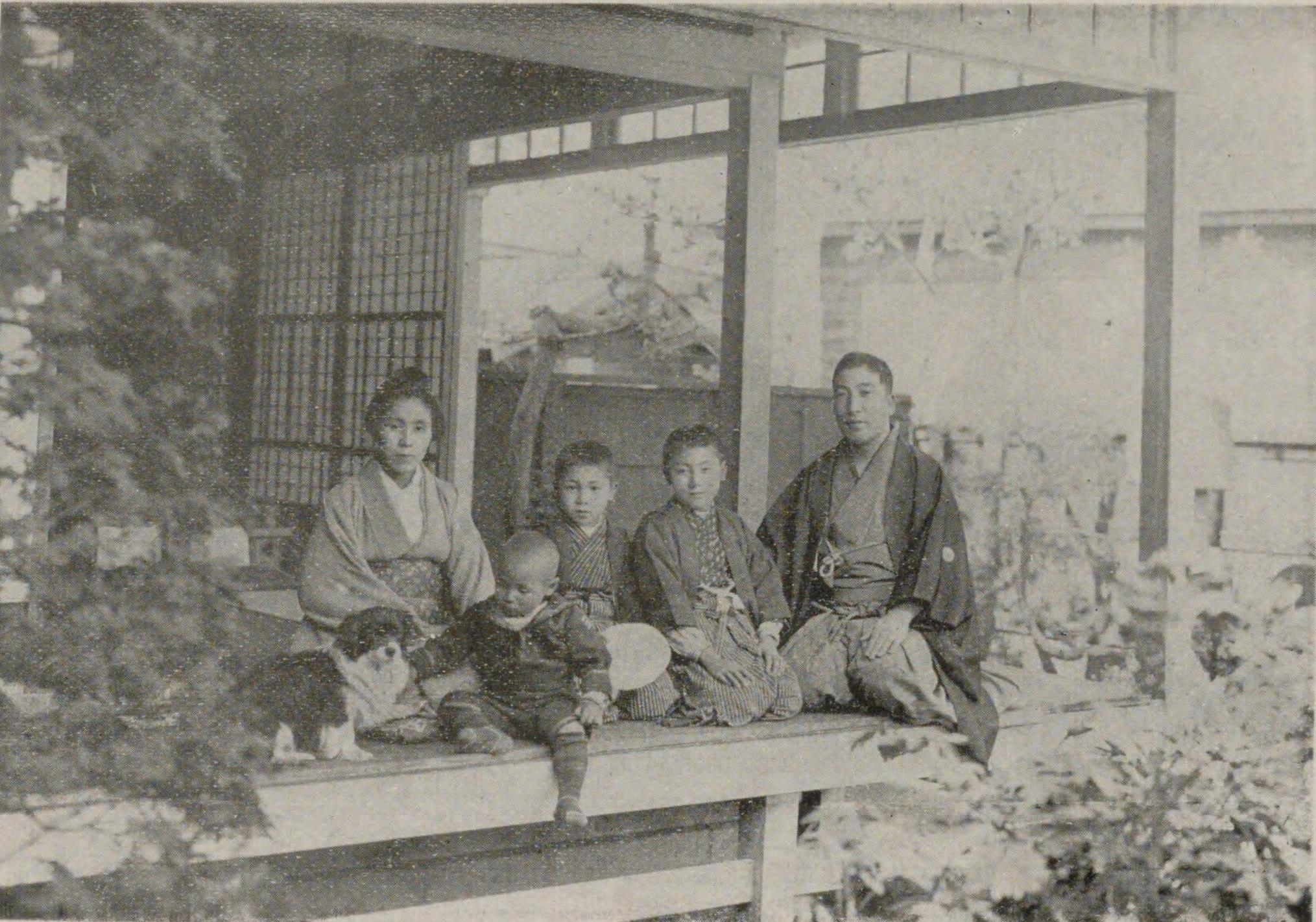
壮年時代の家族

先祖は九州菊池氏の一族で、南北朝時代菊池武光が南朝軍に討たれた後、越後国三条に亡命し、江戸時代は代々呉服商を営んだ。安政3年（1856年）五代目七郎治が西大崎村名主に命じられ、同地に移住した。

### 家族
- 父：栗林得太郎 - 六代目七郎治の子、南蒲原郡書記[46]。
- 母：さほ[47]
  - 妹：のぶ[48]
  - 弟：陽作[48]
  - 妹：はる[48]
  - 妹：さが[48]
  - 妹：みつ - 1879年（明治12年）7月生、水梨岩太郎妻[17]。
  - 弟：三作 - 1902年（明治35年）7月第二高等学校在学中死去、享年22[48]。
  - 妹：いく - 1883年（明治16年）1月生、清水健蔵妻[17]。
- 妻：加寿子（かずこ） - 慶応3年（1867年）12月生、佐藤直五郎妹[17]。石榑千亦、佐々木信綱に和歌を学び、登別温泉町内4ヶ所に歌碑が建つ[49]。
  - 長男：徳一 - 1896年（明治29年）3月生[17]、栗林商会会長、貴族院議員。
  - 二男：友二 - 1898年（明治31年）1月生[17]、栗林商船会長、馬主。
  - 三男：貫三[50]
  - 四男：定四郎 - 1901年（明治34年）9月5日生[17][51]。1976年（昭和51年）2月19日死去[51]。三ッ輪運輸社長、三ッ輪商会社長[51]。
  - 娘：むろ - 1905年（明治38年）12月生[17]。
  - 娘：栄 - 1907年（明治40年）9月生[17]。